# Bent Jbail
Bent Jbail  (in arabo  بنت جبيل‎?, Bint Jubayl), detto anche Bint Jbail, Bint Jbeil, o Bint Jubayl, è una città del Libano, di circa 16 000 abitanti, capoluogo del Distretto di Bent Jbail e seconda città del Governatorato (muhāfaẓa) di Nabatiye.
Si trova nel sud del paese a circa 122 km da Beirut.